# Mohegan Arena at Casey Plaza
Die Mohegan Arena at Casey Plaza ist eine Multifunktionsarena in der US-amerikanischen Stadt Wilkes-Barre im Bundesstaat Pennsylvania. Die Arena dient als Heimspielstätte des Eishockeyteams Wilkes-Barre/Scranton Penguins aus der American Hockey League (AHL). Bei Eishockeyspielen stehen 8.050 Plätze zur Verfügung, bei Konzerten bis zu 10.000 Plätze. Die Arena befindet sich im Besitz des Luzerne County und wird von der Spectacor Management Group (SMG) betrieben.

## Geschichte
Die Multifunktionsarena wurde am 13. November 1999 unter dem Namen Northeastern Pennsylvania Civic Arena and Convention Center eröffnet, als die Wilkes-Barre/Scranton Penguins ihr erstes Heimspiel absolvierten. Später wurden die Namensrechte von der First Union erworben und die Spielstätte in First Union Arena at Casey Plaza umbenannt. 2001 wurde hier erstmals das AHL All-Star Classic ausgespielt, als die beiden Mannschaften der Canadian AHL All-Stars und PlanetUSA AHL All-Stars aufeinander trafen. Nach einem weiteren Namenswechsel der Arena (Wachovia Arena at Casey Plaza), wurde im November 2009 bekanntgegeben, dass Mohegan Sun, ein Indianerkasino aus Connecticut, sich die Namensrechte an der Arena für die nächsten zehn Jahre gesichert hat.
Von 2002 bis 2009 trugen auch die Wilkes-Barre/Scranton Pioneers aus der arenafootball2 ihre Heimspiele in der Arena aus.  Neben Sportveranstaltungen wird die Halle unter anderem auch für Freestyle-Motocross-Rennen, Monstertruck-Rennen (Monster Jam), Basketball-Showspielen der Harlem Globetrotters und Konzerte benutzt.

## Galerie

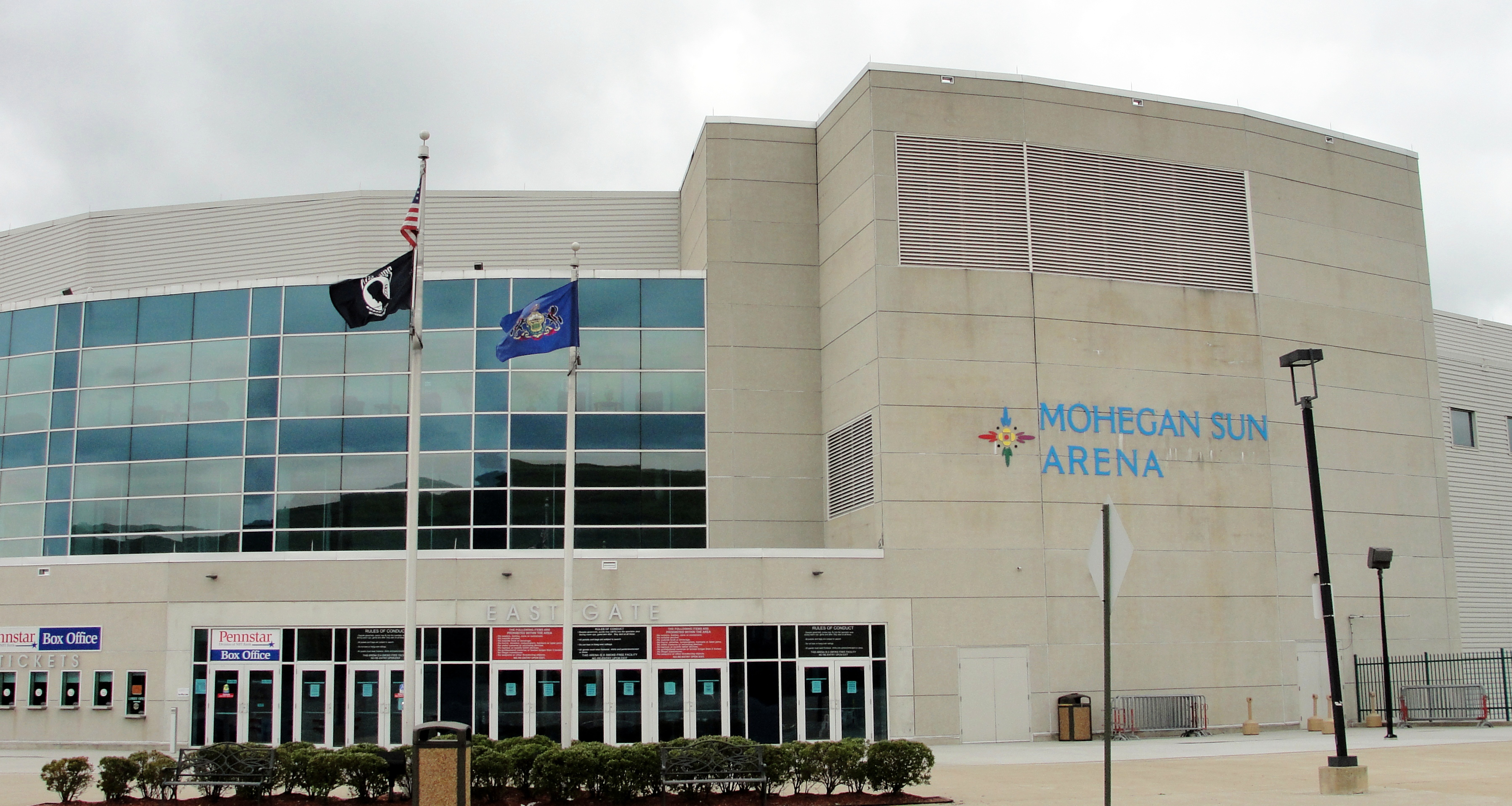
Eingänge an der Ostseite (2012)
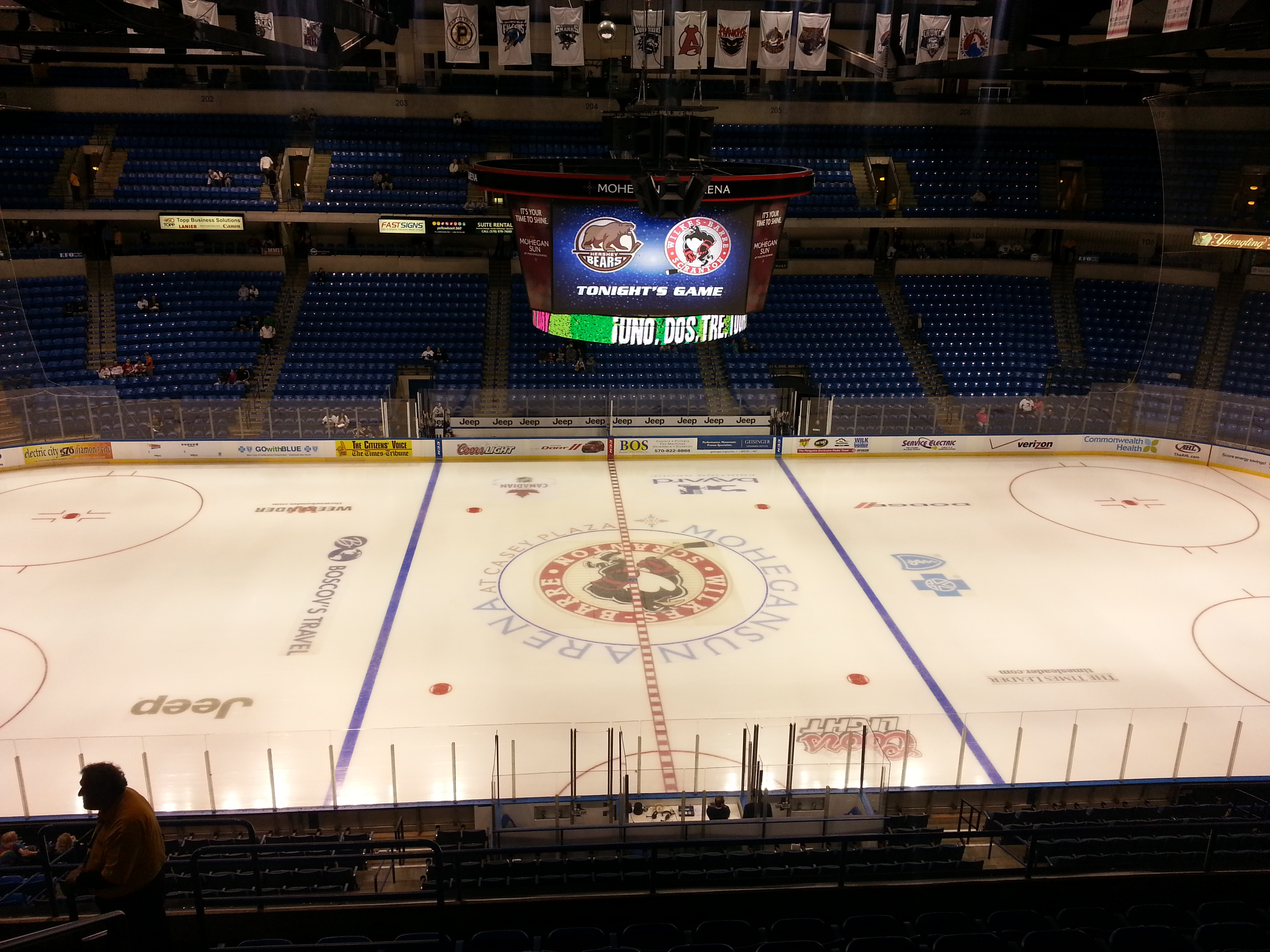
Arena mit Eisfläche (2012)